# Roy Baumeister
Roy F. Baumeister (Cleveland, Ohio; 16 de mayo de 1953) es un psicólogo social estadounidense, autor de muchos artículos y libros.
Es hijo mayor de un negociante inmigrante y de una maestra de escuela, nació el 16 de mayo de 1953 en Cleveland, Ohio. Estudió en la Universidad de Princeton, la Universidad de Heidelberg, la Universidad de Duke, y la Universidad de California. Es catedrático de Psicología en la Universidad Estatal de Florida especializado en psicología social. autor de diversos artículos y libros.

## Educación y estudios académicos
Baumeister obtuvo su Bachiller universitario en letras ( AB ) de la Universidad de Princeton y su maestría de la Universidad de Duke . Regresó a la Universidad de Princeton con su mentor Edward E. Jones y obtuvo su Ph.D. del Departamento de Psicología de la universidad en 1978.
Luego, Baumeister fue profesor  en la Case Western Reserve University de 1979 a 2003, y se desempeñó como profesor de psicología y más tarde de artes liberales. Posteriormente, trabajó en la Universidad Estatal de Florida (FSU) como el Erudito Eminente Francis Eppes y director del programa de posgrado en psicología social. En FSU, Baumeister trabajó en el departamento de psicología, impartiendo clases y seminarios de posgrado sobre psicología social y evolutiva.  En 2016 se trasladó a la Facultad de Psicología de la Universidad de Queensland en Australia, donde actualmente es profesor.
Es miembro de la Sociedad de Psicología Social y de la Personalidad y de la Asociación de Ciencias Psicológicas. Fue nombrado investigador altamente citado por ISI en 2003 y 2014.

### La necesidad de pertenecer
Baumeister escribió un artículo sobre la teoría de la necesidad de pertenecer con Mark Leary en 1995. Esta teoría busca mostrar que los humanos tienen una necesidad natural de pertenecer a otros. Baumeister y Leary sugieren que los seres humanos empujan naturalmente para establecer relaciones. Este impulso ayuda a distinguir una necesidad (en lugar de un deseo). Además del impulso por el apego, las personas también luchan por evitar la desintegración de estas relaciones.  Como parte de esta teoría, la falta de pertenencia tendría un impacto negativo a largo plazo en el estado de ánimo y la salud, y aquellos que no satisfacen sus necesidades de pertenencia pueden sufrir problemas de comportamiento y psicológicos. La teoría de la necesidad de pertenecer tiene dos partes necesarias:
Existe un contacto frecuente entre las personas involucradas en el apego que normalmente está libre de conflictos.
La noción de una relación continua  entre ellos es esencial.
Este trabajo fue pionero en el sentido de que se separó de las teorías anteriores relacionadas con el apego , como las de John Bowlby . Mientras que la teoría de Bowlby implicaba que el apego debe aplicarse a un líder de grupo o figura de autoridad, la teoría de la necesidad de pertenecer de Baumeister y Leary postulaba que la relación podía ser con cualquiera.  Para distinguir aún más las dos teorías, Baumeister y Leary teorizaron que si una relación se disuelve, el vínculo a menudo puede ser reemplazado por un vínculo con otra persona.
Más tarde, Baumeister publicó evidencia de que la forma en que las personas buscan pertenencia difiere entre hombres y mujeres. Las mujeres prefieren unas pocas relaciones cercanas e íntimas, mientras que los hombres prefieren muchas conexiones más superficiales. Los hombres se dan cuenta más de su necesidad de pertenecer a través de un grupo de personas, o una causa, que en estrechas relaciones interpersonales.